# L'impronta dell'assassino (antologia)
L'impronta dell'assassino è una antologia di sei racconti noir dello scrittore americano Cornell Woolrich pubblicata nella collana Il Giallo Mondadori.

## Contenuto
- L'impronta dell'assassino (I Wouldn't Be in Your Shoes), 1938
- Alle tre in punto (Three O'Clock), 1938
- Se dovessi morire prima di svegliarmi (If I Should Die Before I Wake), 1937
- Un mazzo di rose rosse (I'll Never Play Detective Again), 1937
- Un delitto vale l'altro, (Change of Murder), 1936
- La scappatoia, (Three Kills for One), 1942

## Edizioni
- Cornell Woolrich, L'impronta dell'assassino, Collana Il Giallo Mondadori n.2269, Milano, Mondadori, 26 luglio 1992. - I Classici del Giallo Mondadori n.1409, giugno 2018.